# Skhour Rhamna
Skhour Rhamna (àrab: صخور الرحامنة, Ṣẖūr ar-Raḥāmna; amazic estàndard marroquí: ⵚⵅⵓⵕ ⵕⵃⴰⵎⵏⴰ, Ṣxuṛ Ṛḥamna) és una comuna rural de la província de Rehamna, a la regió de Marràqueix-Safi, al Marroc. Segons el cens de 2014 tenia una població total de 15.479 persones.